# Skilanglauf-Slavic-Cup 2021/22
Der Skilanglauf-Slavic-Cup 2021/22 war eine von der FIS organisierte Wettkampfserie, die zum Unterbau des Skilanglauf-Weltcups 2021/22 gehörte. Sie begann am 11. Januar 2022 in Zakopane und endete am 27. März 2022 ebenfalls in Zakopane. Die Gesamtwertung der Männer gewann Dominik Bury und bei den Frauen wurde Karolina Kukuczka Erste in der Gesamtwertung.

## Männer

### Resultate
| 1. Slavic-Cup in Štrbské Pleso, 18. und 19. Dezember 2021 | 1. Slavic-Cup in Štrbské Pleso, 18. und 19. Dezember 2021 | 1. Slavic-Cup in Štrbské Pleso, 18. und 19. Dezember 2021 | 1. Slavic-Cup in Štrbské Pleso, 18. und 19. Dezember 2021 | 1. Slavic-Cup in Štrbské Pleso, 18. und 19. Dezember 2021 |
| --------------------------------------------------------- | --------------------------------------------------------- | --------------------------------------------------------- | --------------------------------------------------------- | --------------------------------------------------------- |
| Datum                                                     | Disziplin                                                 | Erster Platz                                              | Zweiter Platz                                             | Dritter Platz                                             |
| 18. Dezember 2021                                         | Sprint Freistil                                           | Wettkämpfe aufgrund der COVID-19-Pandemie abgesagt.       | Wettkämpfe aufgrund der COVID-19-Pandemie abgesagt.       | Wettkämpfe aufgrund der COVID-19-Pandemie abgesagt.       |
| 19. Dezember 2021                                         | 10 km klassisch                                           | Wettkämpfe aufgrund der COVID-19-Pandemie abgesagt.       | Wettkämpfe aufgrund der COVID-19-Pandemie abgesagt.       | Wettkämpfe aufgrund der COVID-19-Pandemie abgesagt.       |

| 2. Slavic-Cup in Zakopane, 11. und 12. Januar 2022 | 2. Slavic-Cup in Zakopane, 11. und 12. Januar 2022 | 2. Slavic-Cup in Zakopane, 11. und 12. Januar 2022 | 2. Slavic-Cup in Zakopane, 11. und 12. Januar 2022 | 2. Slavic-Cup in Zakopane, 11. und 12. Januar 2022 |
| -------------------------------------------------- | -------------------------------------------------- | -------------------------------------------------- | -------------------------------------------------- | -------------------------------------------------- |
| Datum                                              | Disziplin                                          | Erster Platz                                       | Zweiter Platz                                      | Dritter Platz                                      |
| 11. Januar 2022                                    | Sprint Freistil                                    | Dominik Bury                                       | Maciej Staręga                                     | Mateusz Haratyk                                    |
| 12. Januar 2022                                    | 15 km klassisch                                    | Dominik Bury                                       | Mateusz Haratyk                                    | Peter Mlynár                                       |

| 3. Slavic-Cup in Kremnica, 5. März 2022 | 3. Slavic-Cup in Kremnica, 5. März 2022 | 3. Slavic-Cup in Kremnica, 5. März 2022            | 3. Slavic-Cup in Kremnica, 5. März 2022            | 3. Slavic-Cup in Kremnica, 5. März 2022            |
| --------------------------------------- | --------------------------------------- | -------------------------------------------------- | -------------------------------------------------- | -------------------------------------------------- |
| Datum                                   | Disziplin                               | Erster Platz                                       | Zweiter Platz                                      | Dritter Platz                                      |
| 5. März 2022                            | 15 km Freistil Massenstart              | Wettkampf aufgrund der COVID-19-Pandemie abgesagt. | Wettkampf aufgrund der COVID-19-Pandemie abgesagt. | Wettkampf aufgrund der COVID-19-Pandemie abgesagt. |

| 4. Slavic-Cup in Štrbské Pleso, 12. und 13. März 2022 | 4. Slavic-Cup in Štrbské Pleso, 12. und 13. März 2022 | 4. Slavic-Cup in Štrbské Pleso, 12. und 13. März 2022 | 4. Slavic-Cup in Štrbské Pleso, 12. und 13. März 2022 | 4. Slavic-Cup in Štrbské Pleso, 12. und 13. März 2022 |
| ----------------------------------------------------- | ----------------------------------------------------- | ----------------------------------------------------- | ----------------------------------------------------- | ----------------------------------------------------- |
| Datum                                                 | Disziplin                                             | Erster Platz                                          | Zweiter Platz                                         | Dritter Platz                                         |
| 12. März 2022                                         | 15 km klassisch                                       | Adam Fellner                                          | Peter Mlynár                                          | Vladimír Kozlovský                                    |
| 13. März 2022                                         | 15 km Freistil                                        | Adam Fellner                                          | Vladimír Kozlovský                                    | Peter Mlynár                                          |

| 5. Slavic-Cup in Zakopane, 26. und 27. März 2022 | 5. Slavic-Cup in Zakopane, 26. und 27. März 2022 | 5. Slavic-Cup in Zakopane, 26. und 27. März 2022 | 5. Slavic-Cup in Zakopane, 26. und 27. März 2022 | 5. Slavic-Cup in Zakopane, 26. und 27. März 2022 |
| ------------------------------------------------ | ------------------------------------------------ | ------------------------------------------------ | ------------------------------------------------ | ------------------------------------------------ |
| Datum                                            | Disziplin                                        | Erster Platz                                     | Zweiter Platz                                    | Dritter Platz                                    |
| 26. März 2022                                    | 10 km klassisch                                  | Dominik Bury                                     | Kamil Bury                                       | Michał Skowron                                   |
| 27. März 2022                                    | 12,5 km Freistil Massenstart                     | Kamil Bury                                       | Maciej Staręga                                   | Kacper Antolec                                   |

### Gesamtwertung Männer
| Rang | Name               | Punkte |
| ---- | ------------------ | ------ |
| 1.   | Dominik Bury       | 300    |
| 2.   | Maciej Staręga     | 242    |
| 3.   | Mateusz Haratyk    | 230    |
| 4.   | Peter Mlynár       | 201    |
| 5.   | Adam Fellner       | 200    |
| 5.   | Michał Skowron     | 200    |
| 7.   | Kamil Bury         | 180    |
| 8.   | Andrej Renda       | 175    |
| 9.   | Kacper Antolec     | 170    |
| 10.  | Vladimír Kozlovský | 140    |

| Rang | Name              | Punkte |
| ---- | ----------------- | ------ |
| 11.  | Sebastian Bryja   | 131    |
| 12.  | Robert Bugara     | 122    |
| 13.  | Michał Boreczek   | 95     |
| 14.  | Jáchym Cenek      | 87     |
| 15.  | Piotr Sobiczewski | 84     |
| 16.  | Łukasz Gazurek    | 80     |
| 17.  | Jakub Strouhal    | 76     |
| 18.  | Michal Adamov     | 70     |
| 19.  | Martin Pavella    | 63     |
| 20.  | Roberts Slotiņš   | 56     |

| Rang | Name                 | Punkte |
| ---- | -------------------- | ------ |
| 20.  | Bartosz Cielniak     | 56     |
| 22.  | Piotr Jarecki        | 54     |
| 23.  | Szymon Bełz          | 52     |
| 24.  | Matej Horniak        | 50     |
| 24.  | Ádám Kónya           | 50     |
| 26.  | Kryštof Horník       | 44     |
| 27.  | Franco Dal Farra     | 43     |
| 28.  | Przemysław Legierski | 42     |
| 29.  | Marek Jurík          | 40     |
| 29.  | Sebastián Ilavský    | 40     |

## Frauen

### Resultate
| 1. Slavic-Cup in Štrbské Pleso, 18. und 19. Dezember 2021 | 1. Slavic-Cup in Štrbské Pleso, 18. und 19. Dezember 2021 | 1. Slavic-Cup in Štrbské Pleso, 18. und 19. Dezember 2021 | 1. Slavic-Cup in Štrbské Pleso, 18. und 19. Dezember 2021 | 1. Slavic-Cup in Štrbské Pleso, 18. und 19. Dezember 2021 |
| --------------------------------------------------------- | --------------------------------------------------------- | --------------------------------------------------------- | --------------------------------------------------------- | --------------------------------------------------------- |
| Datum                                                     | Disziplin                                                 | Erster Platz                                              | Zweiter Platz                                             | Dritter Platz                                             |
| 18. Dezember 2021                                         | Sprint Freistil                                           | Wettkämpfe aufgrund der COVID-19-Pandemie abgesagt.       | Wettkämpfe aufgrund der COVID-19-Pandemie abgesagt.       | Wettkämpfe aufgrund der COVID-19-Pandemie abgesagt.       |
| 19. Dezember 2021                                         | 5 km klassisch                                            | Wettkämpfe aufgrund der COVID-19-Pandemie abgesagt.       | Wettkämpfe aufgrund der COVID-19-Pandemie abgesagt.       | Wettkämpfe aufgrund der COVID-19-Pandemie abgesagt.       |

| 2. Slavic-Cup in Zakopane, 11. und 12. Januar 2022 | 2. Slavic-Cup in Zakopane, 11. und 12. Januar 2022 | 2. Slavic-Cup in Zakopane, 11. und 12. Januar 2022 | 2. Slavic-Cup in Zakopane, 11. und 12. Januar 2022 | 2. Slavic-Cup in Zakopane, 11. und 12. Januar 2022 |
| -------------------------------------------------- | -------------------------------------------------- | -------------------------------------------------- | -------------------------------------------------- | -------------------------------------------------- |
| Datum                                              | Disziplin                                          | Erster Platz                                       | Zweiter Platz                                      | Dritter Platz                                      |
| 11. Januar 2022                                    | Sprint Freistil                                    | Monika Skinder                                     | Izabela Marcisz                                    | Magdalena Kobielusz                                |
| 12. Januar 2022                                    | 10 km klassisch                                    | Izabela Marcisz                                    | Monika Skinder                                     | Magdalena Kobielusz                                |

| 3. Slavic-Cup in Kremnica, 5. März 2022 | 3. Slavic-Cup in Kremnica, 5. März 2022 | 3. Slavic-Cup in Kremnica, 5. März 2022            | 3. Slavic-Cup in Kremnica, 5. März 2022            | 3. Slavic-Cup in Kremnica, 5. März 2022            |
| --------------------------------------- | --------------------------------------- | -------------------------------------------------- | -------------------------------------------------- | -------------------------------------------------- |
| Datum                                   | Disziplin                               | Erster Platz                                       | Zweiter Platz                                      | Dritter Platz                                      |
| 5. März 2022                            | 10 km Freistil Massenstart              | Wettkampf aufgrund der COVID-19-Pandemie abgesagt. | Wettkampf aufgrund der COVID-19-Pandemie abgesagt. | Wettkampf aufgrund der COVID-19-Pandemie abgesagt. |

| 4. Slavic-Cup in Štrbské Pleso, 12. und 13. März 2022 | 4. Slavic-Cup in Štrbské Pleso, 12. und 13. März 2022 | 4. Slavic-Cup in Štrbské Pleso, 12. und 13. März 2022 | 4. Slavic-Cup in Štrbské Pleso, 12. und 13. März 2022 | 4. Slavic-Cup in Štrbské Pleso, 12. und 13. März 2022 |
| ----------------------------------------------------- | ----------------------------------------------------- | ----------------------------------------------------- | ----------------------------------------------------- | ----------------------------------------------------- |
| Datum                                                 | Disziplin                                             | Erster Platz                                          | Zweiter Platz                                         | Dritter Platz                                         |
| 12. März 2022                                         | 10 km klassisch                                       | Karolina Kukuczka                                     | Kateřina Svobodová                                    | Anna Strouhalová                                      |
| 13. März 2022                                         | 10 km Freistil                                        | Karolina Kukuczka                                     | Mária Remeňová                                        | Kateřina Svobodová                                    |

| 5. Slavic-Cup in Zakopane, 26. und 27. März 2022 | 5. Slavic-Cup in Zakopane, 26. und 27. März 2022 | 5. Slavic-Cup in Zakopane, 26. und 27. März 2022 | 5. Slavic-Cup in Zakopane, 26. und 27. März 2022 | 5. Slavic-Cup in Zakopane, 26. und 27. März 2022 |
| ------------------------------------------------ | ------------------------------------------------ | ------------------------------------------------ | ------------------------------------------------ | ------------------------------------------------ |
| Datum                                            | Disziplin                                        | Erster Platz                                     | Zweiter Platz                                    | Dritter Platz                                    |
| 26. März 2022                                    | 5 km klassisch                                   | Monika Skinder                                   | Karolina Kukuczka                                | Weronika Jarecka                                 |
| 27. März 2022                                    | 7,5 km Freistil Massenstart                      | Monika Skinder                                   | Karolina Kukuczka                                | Andżelika Szyszka                                |

### Gesamtwertung Frauen
| Rang | Name                 | Punkte |
| ---- | -------------------- | ------ |
| 1.   | Karolina Kukuczka    | 420    |
| 2.   | Monika Skinder       | 380    |
| 3.   | Izabela Marcisz      | 180    |
| 4.   | Andżelika Szyszka    | 168    |
| 5.   | Magdalena Kobielusz  | 165    |
| 6.   | Kateřina Svobodová   | 140    |
| 7.   | Mária Remeňová       | 125    |
| 8.   | Kamila Idziniak      | 109    |
| 9.   | Anna Strouhalová     | 105    |
| 9.   | Aleksandra Kołodziej | 105    |

| Rang | Name                   | Punkte |
| ---- | ---------------------- | ------ |
| 11.  | Weronika Jarecka       | 101    |
| 12.  | Martyna Michałek       | 92     |
| 13.  | Aneta Břečková         | 90     |
| 14.  | Aleksandra Mikołajczyk | 84     |
| 15.  | Viktorie Vágnerová     | 82     |
| 16.  | Justyna Pradziad       | 80     |
| 17.  | Kristína Sivoková      | 74     |
| 18.  | Emilia Szeliga         | 72     |
| 19.  | Daria Szkurat          | 70     |
| 20.  | Tamara Molentová       | 69     |

| Rang | Name                 | Punkte |
| ---- | -------------------- | ------ |
| 20.  | Veronika Bukasová    | 69     |
| 22.  | Anna Berezecka       | 67     |
| 23.  | Zuzanna Fujak        | 65     |
| 23.  | Emma Piatková        | 65     |
| 25.  | Kinga Mareczek       | 62     |
| 26.  | Eliška Bímanová      | 61     |
| 27.  | Marianna Klementová  | 54     |
| 28.  | Weronika Mikołajczyk | 52     |
| 29.  | Emilia Dobija        | 50     |
| 30.  | Anna Probosz         | 49     |